# Hanns Johst
 (janvier 2013).
Si vous disposez d'ouvrages ou d'articles de référence ou si vous connaissez des sites web de qualité traitant du thème abordé ici, merci de compléter l'article en donnant les références utiles à sa vérifiabilité et en les liant à la section « Notes et références ».
Hanns Johst (né le 6 juillet 1890 à Seerhausen à côté de Riesa dans le royaume de Saxe, mort le 23 novembre 1978 à Ruhpolding dans les Alpes bavaroises) est un écrivain, dramaturge et une personnalité nazie. Signataire en 1933 de la Gelöbnis treuester Gefolgschaft, sorte de déclaration d'allégeance à Adolf Hitler, il est à partir de 1935 le président de la Reichsschrifttumskammer (Chambre de la littérature du Reich) et de la Deutsche Akademie für Dichtung (académie de poésie, une section de l'Académie des arts de Berlin) sous le Troisième Reich. Il est également officier de la SS et figure sur la Sonderliste de la Gottbegnadeten-Liste. Arrêté à la fin de la Seconde Guerre mondiale, il est condamné à trois ans et demi de prison[réf. nécessaire].

## Biographie
Fils d'un instituteur, Johst grandit à Oschatz et à Leipzig, où il étudie à partir de 1902 au tout nouveau lycée Reine-Carola (de), où il passe son baccalauréat en 1911.

## «Schlageter»
Johst écrit en 1933 une pièce intitulée Schlageter (de), expression de l'idéologie nazie et jouée lors de l'anniversaire d'Adolf Hitler pour célébrer l'arrivée au pouvoir des nazis. Il s'agit d'une hagiographie héroïque du martyr « pré-nazi » Albert Leo Schlageter (1894-1923). La phrase « quand j'entends le mot culture, je sors mon révolver », souvent prêtée à des dirigeants nazis, vient de cette pièce. Mais la phrase originale est un peu différente : « Wenn ich Kultur höre… entsichere ich meinen Browning ! ». « Quand j'entends parler de culture… je relâche la sécurité de mon Browning ! » (acte 1, scène 1). Elle est dite par un personnage de la pièce, dans une conversation avec le jeune Schlageter. Dans cette scène, Schlageter et son camarade de temps de guerre Friedrich Thiemann étudient pour préparer un examen d'université mais commencent à se disputer sur la question de savoir si cela vaut la peine de faire cela alors que la nation n'est pas libre. Thiemann affirme qu'il préfèrerait se battre plutôt que d'étudier[réf. nécessaire].

## Crédit d'auteurs
- (en) Cet article est partiellement ou en totalité issu de l’article de Wikipédia en anglais intitulé « Hanns Johst » (voir la liste des auteurs).